# 沃本比尔
沃本比尔（德語：Wobbenbüll）是德国石勒苏益格－荷尔斯泰因州的一个市镇。总面积1.69平方公里，总人口470人，其中男性245人，女性225人（2011年12月31日），人口密度278人/平方公里。